# Monte Zeballos
El monte Zeballos es una montaña de origen volcánico de la cordillera de los Andes, ubicada en el departamento Lago Buenos Aires, provincia de Santa Cruz, Argentina. Posee unos 2743 o 2748 m s. n. m., según las fuentes. De sus laderas nacen los ríos Los Zaballos y Los Antiguos, ambos afluentes del Lago Buenos Aires/General Carrera. Como así también, el río Pinturas, afluente del río Deseado.
De color rojizo, da el nombre a un tramo de la Ruta Provincial 41, que se caracteriza por su paisaje debido a la actividad volcánica.
Su nombre fue colocado en homenaje al fundador del Instituto Geográfico Argentino, Estanislao Zeballos.